# 長谷川工業
長谷川工業株式会社（はせがわこうぎょう、英称：Hasegawa Kogyo Co.,Ltd.）は、大阪府大阪市西区江戸堀に本社を置く、総合仮設機器ならびに家庭用作業用品の製造販売を行う企業である。

## 会社概要
主に高い所での作業の際に使用するアルミ製ハシゴ・脚立を製造販売している。
元々建築現場で使用する鋼管製はしご兼用脚立、工事用ポータブル足場機材の製造からスタートしていることもあり、その分野ではパイオニアに近い企業として知られると共に、脚立の国内シェアは約4割を占め、ホームセンターなどで販売されている。
かつては社名の一部(HASEGAWA)を取った「SEGA」ブランドを展開していたこともあった。
また、その他にもウイスキー樽を再利用した園芸用プランターや、種苗用のアルミ製カーゴなども販売している。
そして、運輸用のトラック用に装備されている、サイドガードや導風板なども開発している。
なお、ゼネコン(建設業)である長谷工コーポレーション(旧・長谷川工務店)等との関連は無い。